# Trachypachus slevini
Trachypachus slevini är en skalbaggsart som beskrevs av Van Dyke 1925. Trachypachus slevini ingår i släktet Trachypachus och familjen bredhöftlöpare. Inga underarter finns listade i Catalogue of Life.